# Friedrich Gauermann
Friedrich Gauermann (Scheuchenstein, 10 settembre 1807 – Vienna, 7 luglio 1862) è stato un pittore austriaco.

## Biografia
Figlio del paesaggista Jacob Gauermann (1773–1843), nacque a Miesenbach (più precisamente a Scheuchenstein) vicino a Gutenstein nella Bassa Austria. Fu uno dei primi esponenti dello stile verista dedicato alla natura in tutta la sua diversità.
Secondo le intenzioni del padre, Friedrich avrebbe dovuto dedicarsi all'agricoltura ma l'esempio di un fratello maggiore, che però morì prematuramente, alimentò la sua inclinazione verso l'arte. Pertanto, sotto la direzione del padre iniziò gli studi di paesaggio e copiò diligentemente anche le opere dei principali maestri della pittura di animali che erano conservate nell'Accademia e nella biblioteca di corte di Vienna. In estate effettuò viaggi nei distretti di Stiria, Tirolo e Salisburgo allo scopo di dipingere.
Il quadro rappresentante due pezzi di animali che espose a Vienna nel 1824 fu considerato un'opera straordinaria e ciò lo portò a ricevere importanti commissioni nel 1825 e nel 1826 da parte del principe Metternich e dall'ambasciatore francese Caraman. La sua reputazione fu ulteriormente accresciuta grazie al quadro La Tempesta, esposta nel 1829, e da quel momento le sue tele iniziarono ad essere molto ricercate e ad essere vendute a prezzi alti. Il suo Field Laborer è stato considerato da molti come il quadro più degno di nota della mostra di Vienna tenutasi nel 1834, e i suoi numerosi pezzi di animali gli hanno conferito un posto di primo piano tra i pittori di quella classe di soggetti.
La particolarità dei suoi soggetti è la rappresentazione di figure umane e animali in connessione con paesaggi appropriati e in situazioni caratteristiche, tanto da manifestare la natura come un tutto vivente; egli eccelse particolarmente nel rappresentare la vita libera degli animali in uno scenario selvaggio di montagna. Insieme a una grande padronanza dei tecnicismi della sua arte, le sue opere mostrano un'osservazione paziente e acuta, una gestione libera e corretta dei dettagli e colori audaci e chiari. Morì a Vienna il 7 luglio 1862.
Molte delle sue immagini sono state incise e dopo la sua morte una selezione di cinquantatré tele è stata preparata a questo scopo dalla Kunstverein austriaca (Associazione artistica).

## Galleria d'immagini

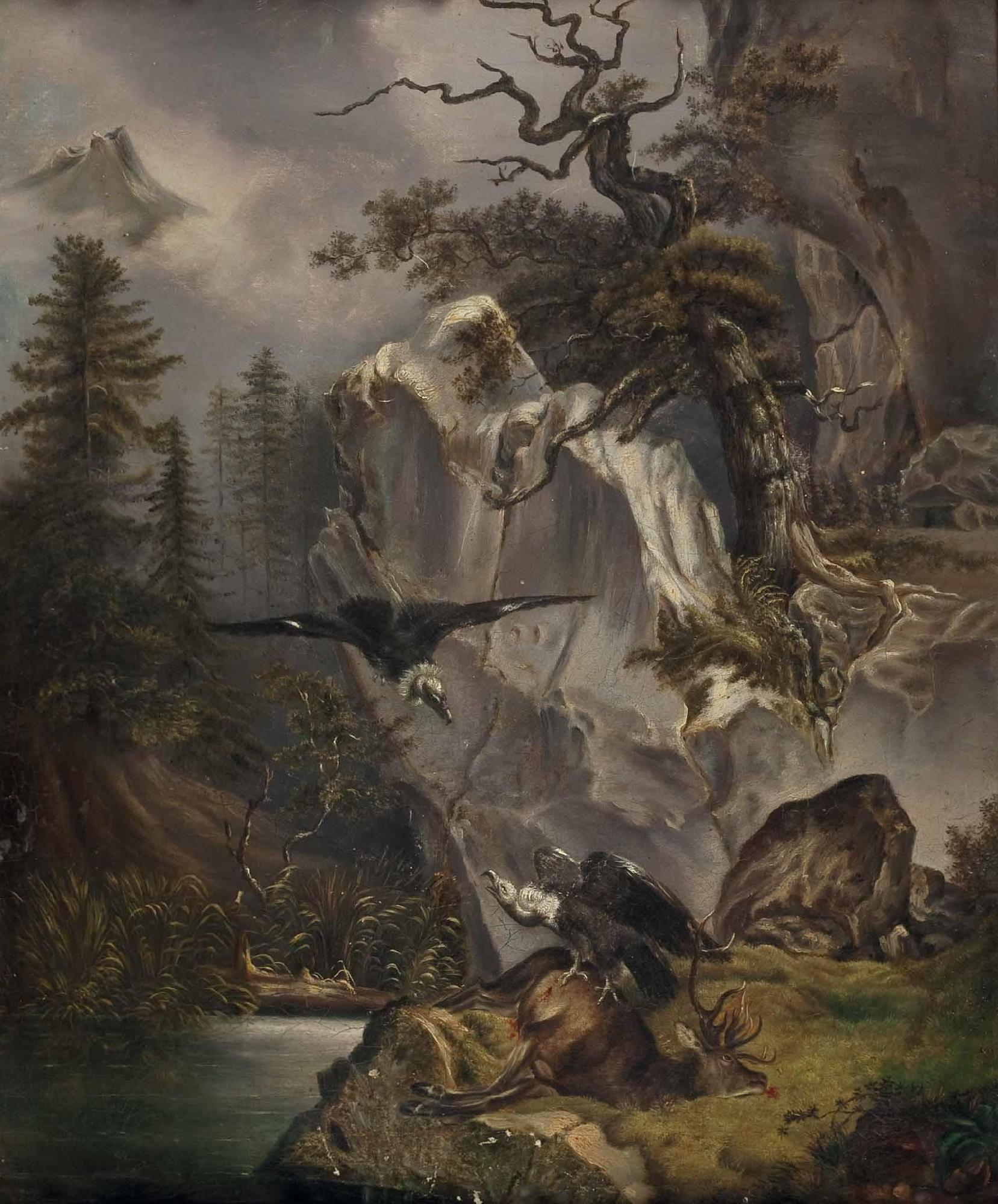
Due avvoltoi con un cervo morto (1832)
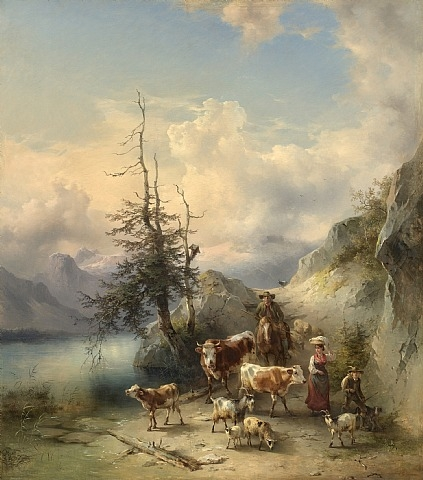
Il ritorno del gregge dagli alti pascoli (1855)
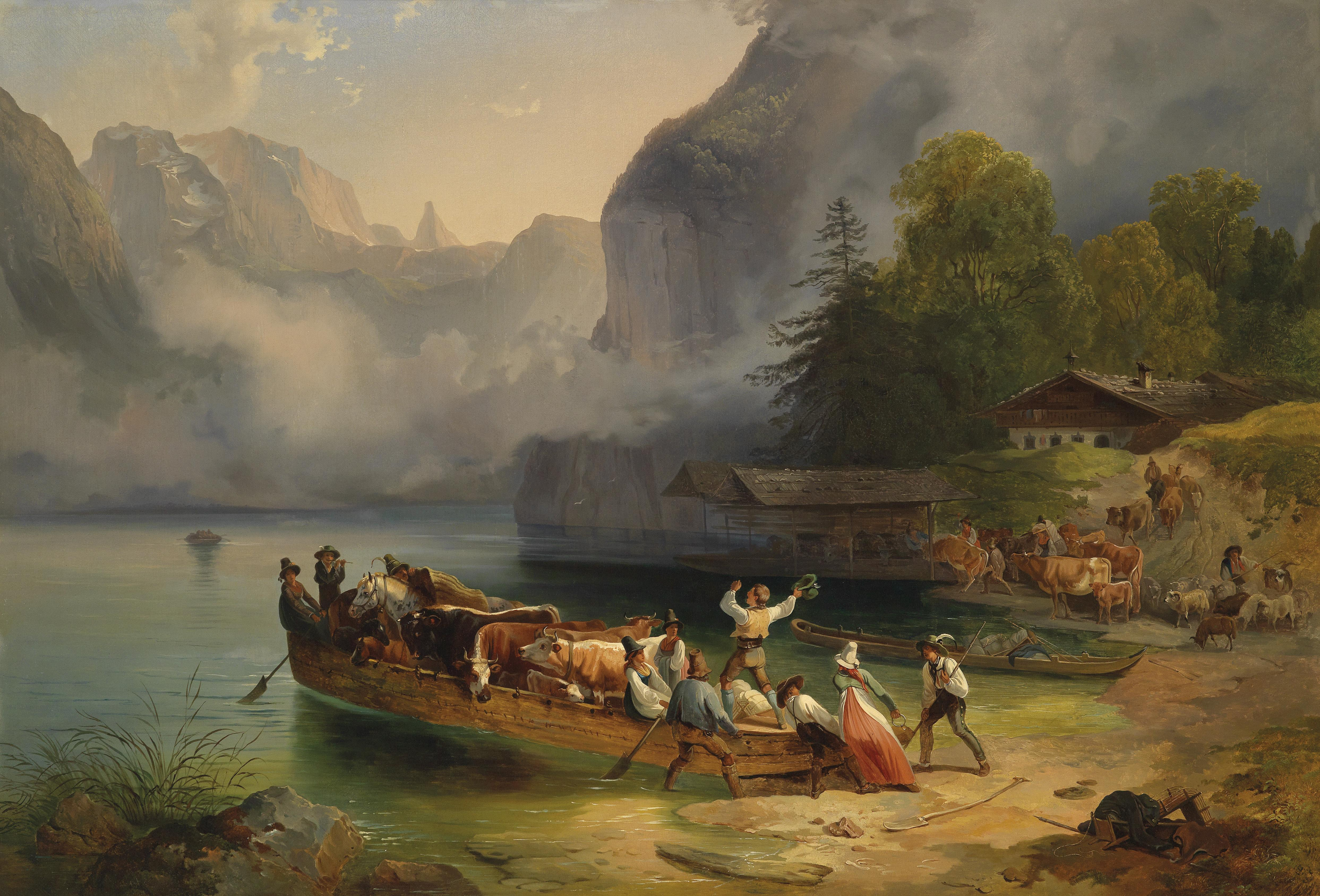
Koenigssee (prima del 1862)